# Polygala sibirica
Polygala sibirica är en jungfrulinsväxtart. Polygala sibirica ingår i släktet jungfrulinssläktet, och familjen jungfrulinsväxter.

## Underarter
Arten delas in i följande underarter:
- P. s. bhutanica
- P. s. heyneana
- P. s. sibirica
- P. s. megalopha

## Bildgalleri

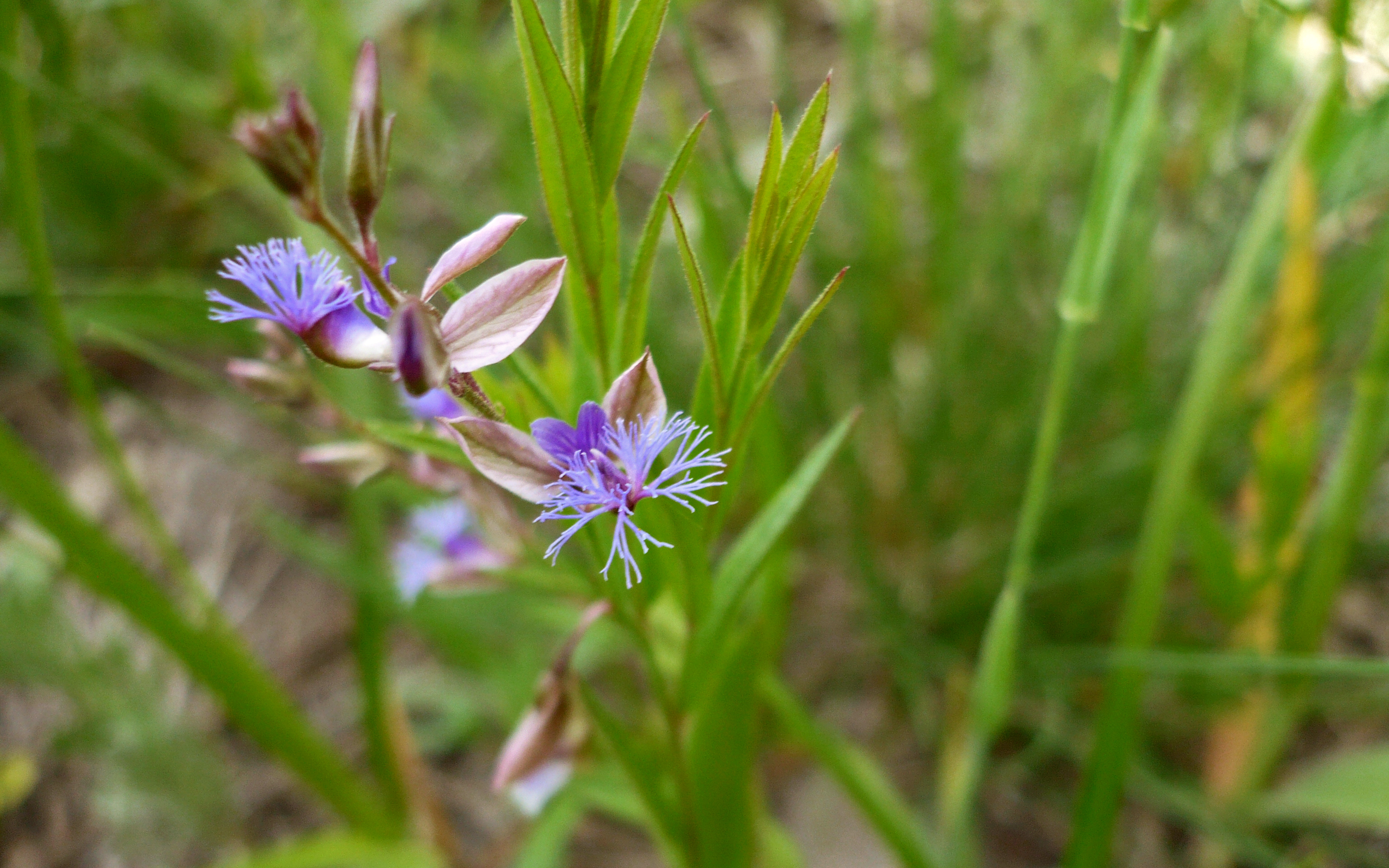
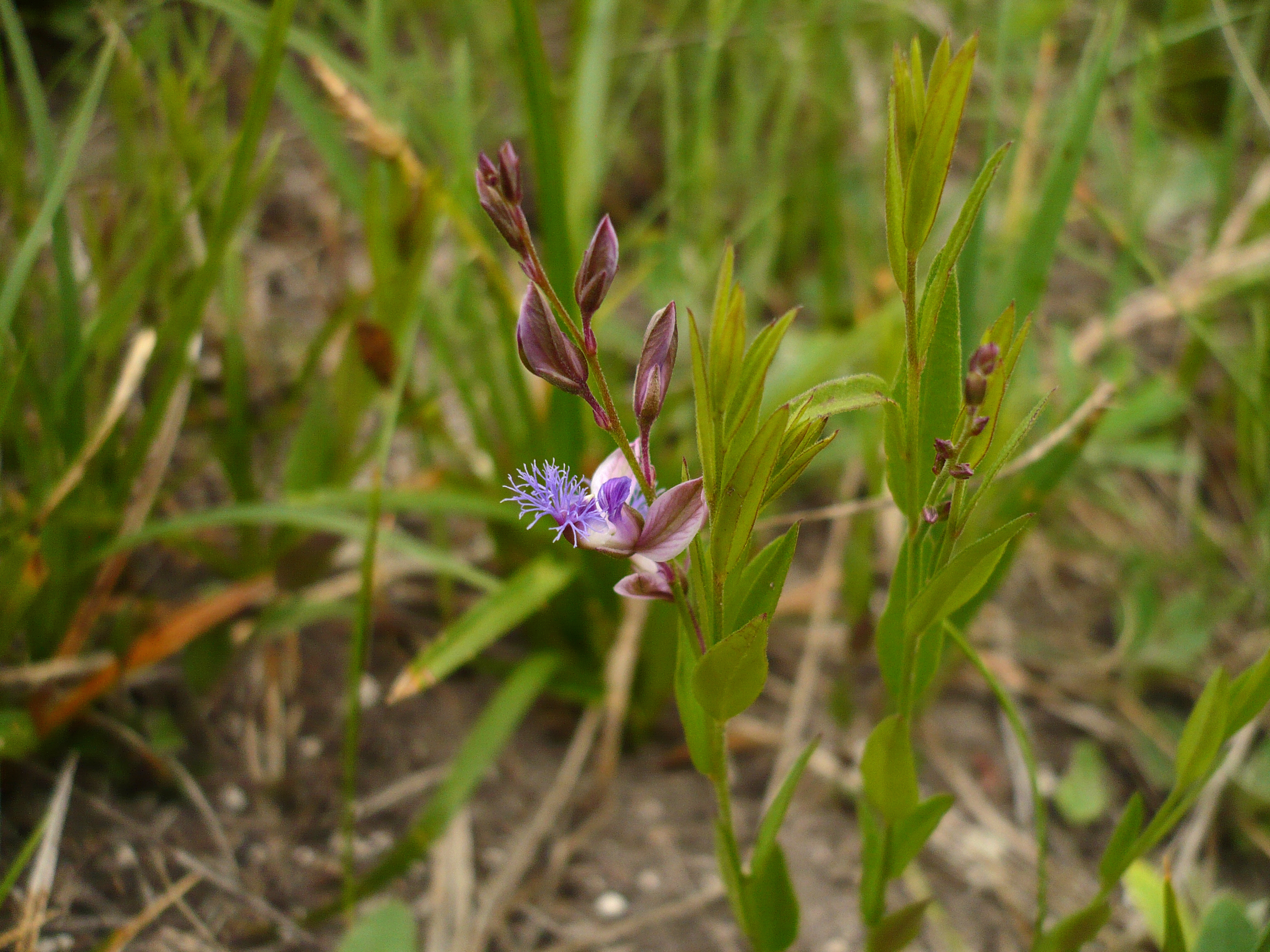
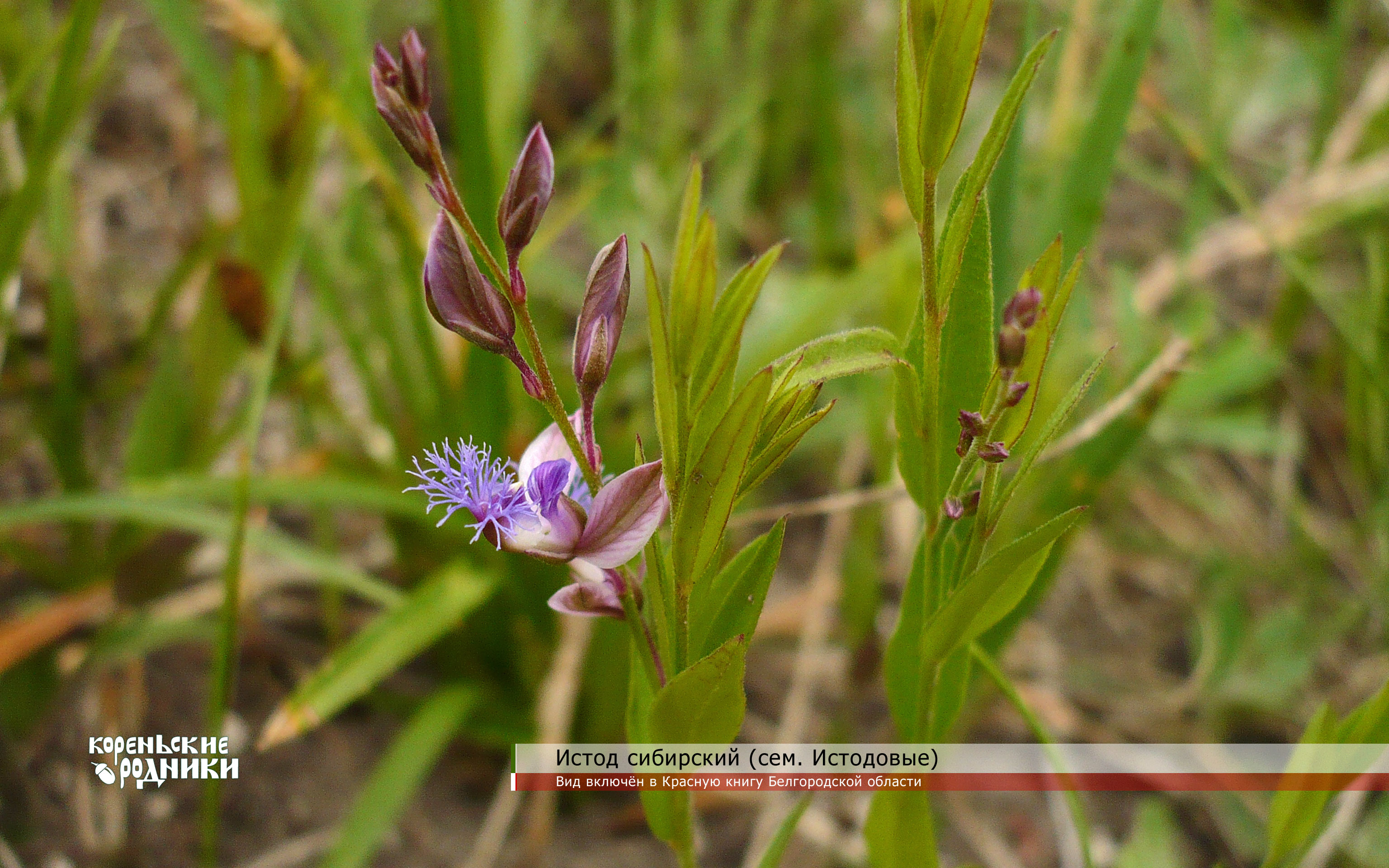
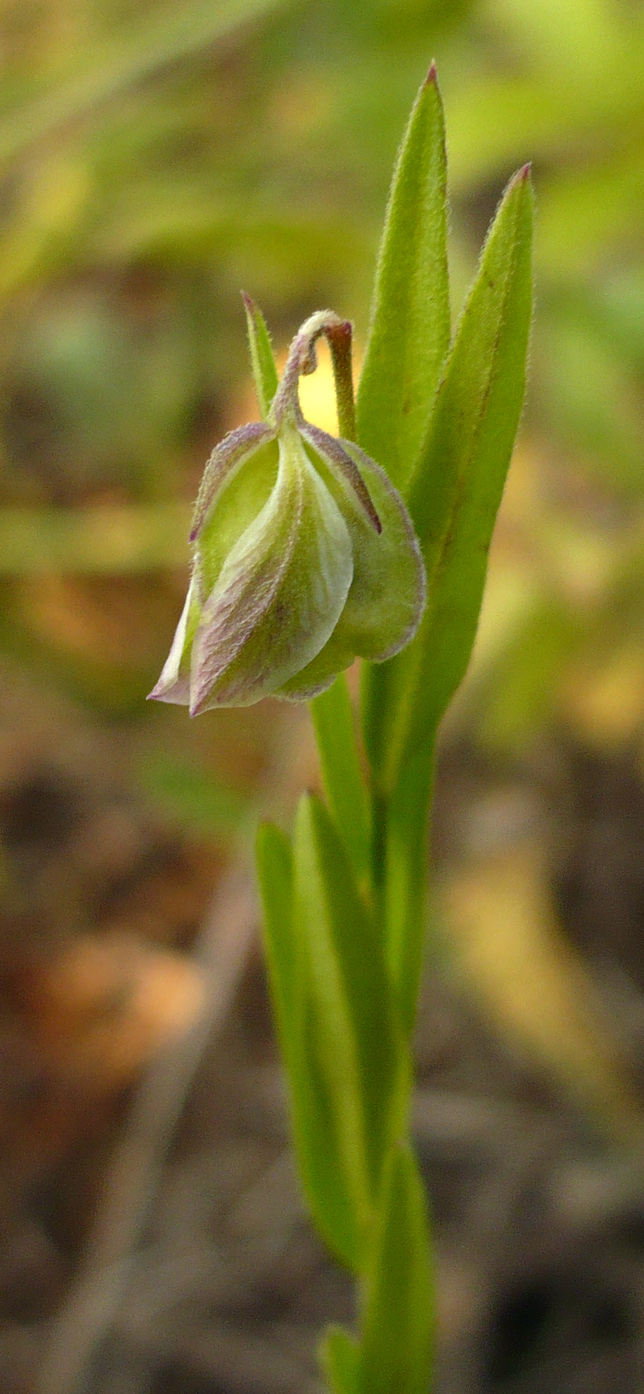